# Phrynops
Às vezes chamados de sapos barbudos, mas mais conhecido pelo nome científico de Phrynops, esse gênero de tartarugas costuma ser uma espécie de lixeira para as tartarugas sul-americanas de pescoço curto da família Chelidae.
O gênero é amplamente distribuído na América do Sul encontrado no Orinoco ao Amazonas e São Francisco ao Paraná e bacias fluviais adjacentes da Colômbia, Venezuela, Guianas, Brasil, Paraguai, Uruguai e nordeste da Argentina (Iverson, 1992).
Essas grandes tartarugas de rio geralmente alcançam a termorregulação por meio do frade em área. Para melhor atingir seu objetivo, eles tendem a aumentar seu tempo de sol durante o meio-dia durante os invernos para compensar o frio. Outros fatores, como ingestão de alimentos e reprodução subaquática, também influenciam a maneira como controlam a temperatura do corpo. Embora essa seja a principal forma de manter a temperatura corporal, a ingestão alimentar e as taxas de reprodução também influenciam no assunto.

## Espécies
Espécies vivas e fósseis atualmente reconhecidas
- Phrynops geoffroanus (Schweigger, 1812)[7]
- Phrynops hilarii (A.M.C. Duméril & Bibron, 1835) -- Cágado-cinza ou Cágado-de-barbelas[8]
- Phrynops tuberosus (W. Peters, 1870)[9]
- Phrynops williamsi Rhodin & Mittermeier, 1983[10]
- †Phrynops paranaensis (Wieland 1923)[11] from the Huayquerian Ituzaingó Formation of the Paraná Basin, Argentina[12]